# 渡辺芳夫
渡辺 芳夫（わたなべ よしお、1908年〈明治41年〉2月28日 - 1987年〈昭和62年〉7月22日）は、日本の政治家。元新潟県栃尾市（現・長岡市）長（4期）。

## 来歴
新潟県出身。1925年、長野県丸子農商学校農業科卒。中央大学専門部法科中退。新潟県農業会技師となり、戦後の1946年、荷頃村農業会長に就任する。翌年、同村助役となる。1954年、荷頃村は合併して栃尾市となり、同市総務課長、助役を経て、1967年、栃尾市議会議員に初当選し、議長を務める。1970年、栃尾市長に当選し、4期務める。1986年に退任した。翌1987年に死去した。